# Gonia pacifica
Gonia pacifica là một loài ruồi trong họ Tachinidae.